# Яремчук Марія Назарівна
Марі́я Наза́рівна Яремчу́к (нар. 2 березня 1993, Чернівці) — українська співачка, представниця України та фіналістка пісенного конкурсу «Євробачення 2014», де посіла 6-те місце, фіналістка телепроєкту «Голос країни». 2012 року представила Україну на конкурсі молодих виконавців «Нова хвиля-2012» в Росії, де посіла 3-є місце.
Донька українського співака, народного артиста України Назарія Яремчука.
Співає з дитинства, переважно українською мовою, іноді виконує пісні англійською та російською мовами.
Закінчила Київську муніципальну академію естрадного та циркового мистецтв.

## Кар'єра
У 2012 році стає учасницею проєкту «Голос країни», де потрапляє в команду до Олександра Пономарьова і займає 4-е місце.
У квітні 2012 року проходить кастинг на «Нову хвилю 2012» і стає єдиним представником від України. У перший конкурсний день виступає з композицією шведського співака Дарина «Homeless», отримує від журі 97 балів, і тим самим посідає перше місце.
У другий конкурсний день виступає з композицією Володимира Івасюка «Тече вода», отримує від журі 95 балів і займає друге місце. У третій конкурсний день представляє свою композицію «Весна». У підсумку Марія займає третє місце, разом з тим отримуючи приз від компанії «Мегафон» і можливість зняти відеокліп, приз від російського телеканалу «Муз-ТВ» і право на ротацію відеокліпу в ефірі телеканалу протягом місяця, а також приз глядацьких симпатій.
У жовтні представила російськомовну композицію «Со мной опять», написану Костянтином Меладзе і Андрієм Французом. На цю ж пісню було знято кліп. Режисером відео став Сергій Ткаченко.
На початку жовтня в ЗМІ почали активно поширюватися чутки про те, що Марія стала новою солісткою групи ВІА Гра. Однак Костянтин Меладзе спростував ці чутки.
26 листопада 2012 — вийшов кліп на пісню «Со мной опять».
23 грудня 2012 брала участь у національному відборі України на «Євробачення-2013» з піснею «Imagine» і посіла 5 місце.
2018 року покинула сцену, її продюсером був Михайло Ясинський. Причиною став панічний страх сцени.
У 2022 році після російського вторгнення в Україну Марія Яремчук відновила творчу діяльність, випустивши декілька нових пісень.
У 2023 році Марія Яремчук, як запрошена гостя, виступила на Євробаченні в Ліверпулі. Вона разом з OTOY та учасницею дитячого Євробачення-2022 Златою Дзюнькою, виконали пісні: «Родина», «Садок вишневий коло хати» і «Щедрик».

## Громадянська позиція
20 серпня 2012-го року Марія на зустрічі з тодішнім прем'єром Миколою Азаровим, отримала нагороду «за просування української музики» та заявила про підтримку Партії регіонів під керівництвом тодішнього президента Віктора Януковича. При цьому вона заявила про аполітичність та патріотизм.
31 липня 2014 Марія Яремчук взяла участь в концертному турі «Підтримай своїх» для українських військових, які знаходяться в зоні АТО та у госпіталях.

## Виступи та досягнення
- 29 квітня 2012 — посіла четверте місце у проєкті телеканалу «1+1» «Голос країни. Нова історія».
- 29 липня 2012 — посіла третє місце у конкурсі «Нова хвиля» в Юрмалі[12].
- 21 вересня — ведуча концерту «Живи в Україні» селі Синьків.
- 10 травня 2014 — посіла шосте місце у фіналі «Євробачення 2014», набравши 113 балів.

## Музичні відео
| Рік  | Пісня           | Режисер              |
| ---- | --------------- | -------------------- |
| 2012 | «Со мной опять» | Сергій Ткаченко      |
| 2013 | «Тебе я знайду» | Олена Коляденко      |
| 2014 | «Без тебя»      | Дмитро Перетрутов    |
| 2014 | «Tick-Tock»     | Сергій Князєв        |
| 2014 | «Против ветра»  | Віктор Скуратовський |
| 2015 | «До тебе»       | Радислав Лукін       |
| 2017 | «Ти в мені є»   | Алан Бадоев          |

## Фільмографія
- 2018: Легенда Карпат